# Niklaus Schurtenberger
Niklaus Schurtenberger, född den 7 februari 1968 i Lyss i Schweiz, är en schweizisk ryttare.
Hon tog OS-brons i lagtävlingen i hoppning i samband med de olympiska ridsporttävlingarna 2008 i Peking.